# Rive-de-Gier
Rive-de-Gier – miejscowość i gmina we Francji, w regionie Owernia-Rodan-Alpy, w departamencie Loara.
Według danych na rok 1990 gminę zamieszkiwały 15 623 osoby, a gęstość zaludnienia wynosiła 2131 osób/km² (wśród 2880 gmin regionu Rodan-Alpy Rive-de-Gier plasuje się na 48. miejscu pod względem liczby ludności, natomiast pod względem powierzchni na miejscu 1334.).